# Hastingsia alba
Hastingsia alba är en sparrisväxtart som först beskrevs av Elias Magloire Durand, och fick sitt nu gällande namn av Sereno Watson. Hastingsia alba ingår i släktet Hastingsia och familjen sparrisväxter. Inga underarter finns listade i Catalogue of Life.

## Bildgalleri

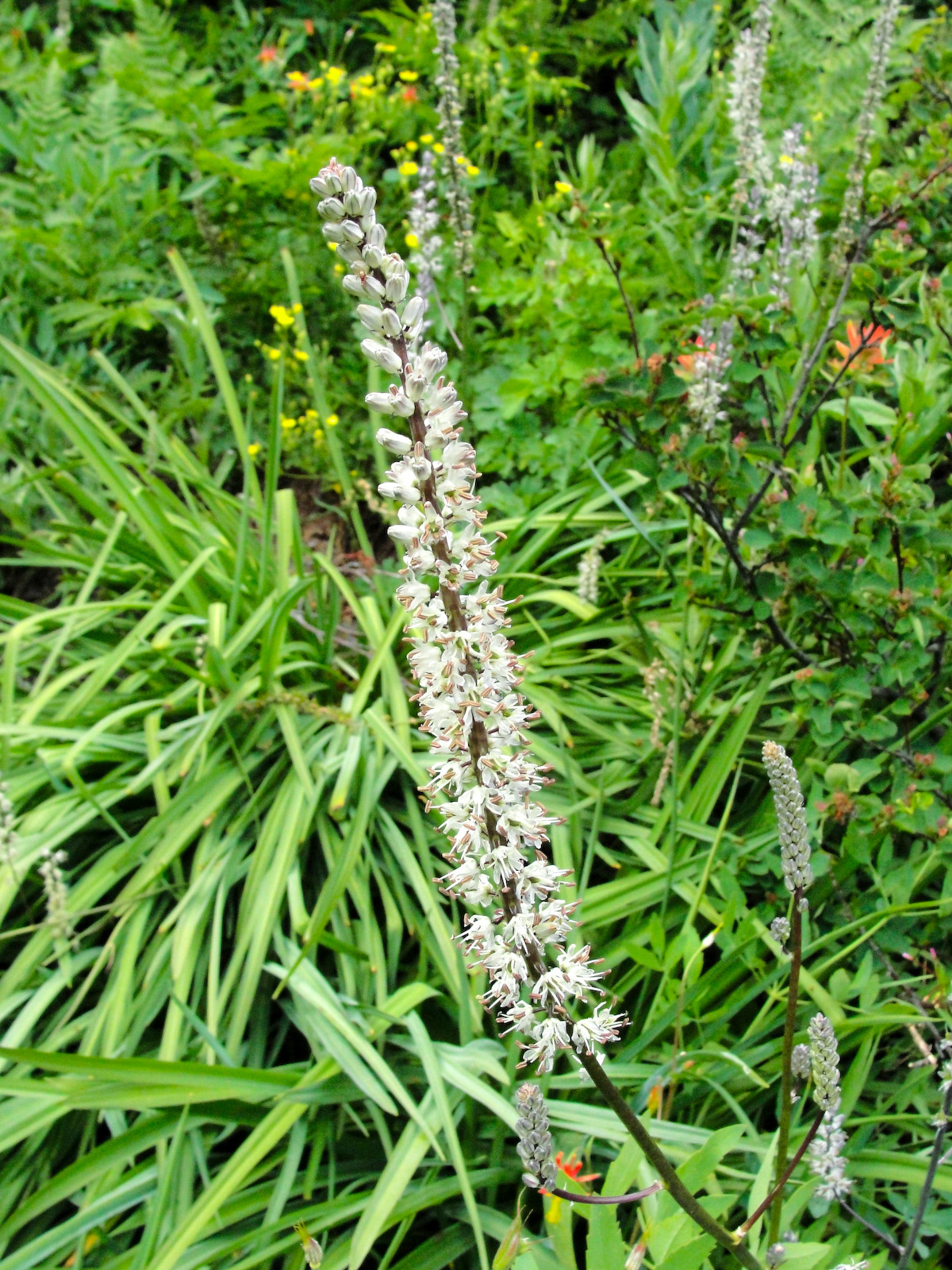